# Opel Diplomat
Opel Diplomat är en personbil, tillverkad i två generationer av den tyska biltillverkaren Opel mellan 1964 och 1977.
Opel Diplomat var den lyxigaste varianten i Opels KAD-familj och hade mer omfattande utrustning än systermodellerna. I reklamen kallades bilen Den europeiska amerikanaren.

## Diplomat A (1964-68)
Diplomat A var försedd med V8-motor från Chevrolet på 283 kubiktum / 4,6 liter, alternativt 327 kubiktum / 5,4 liter. Den exklusiva coupé-modellen, byggd av Karmann, fanns bara med den större motorn. Standard var Chevrolets tvåstegade automatiska växellåda, Powerglide. 
Tillverkningen uppgick till 8 508 sedaner och 347 coupéer.
Versioner:
| Modell | Motor             | Cylindervolym | Effekt | Bränslesystem                       |
| ------ | ----------------- | ------------- | ------ | ----------------------------------- |
| 4,6    | 8-cyl V-motor ohv | 4638 cm³      | 190 hk | Enkel fyrportsförgasare Carter WCFB |
| 5,4    | 8-cyl V-motor ohv | 5354 cm³      | 230 hk | Enkel fyrportsförgasare Carter AFB  |

## Diplomat B (1969-77)
Diplomat B fick mer avancerad hjulupphängning med De Dion-axel bak. Bilen fanns dels med den stora 5,4-liters V8:an, dels med sexcylindriga motoralternativ på 2,8 liter. Standard var nu General Motors 3-stegs TH400 automatlåda också använd i Rolls Royce Silver Shadow och Jaguar XJ6.
För att konkurrera med de lyxigaste Mercedes-Benz-modellerna erbjöd Opel en variant med lång hjulbas och en fyrdörrars cabriolet från Karmann-Fissore tillverkad i 4 exemplar, tillsammans med Mercedes 600 Landaulet de sista öppna bilarna med fyra dörrar tillverkade i Europa.
Dock med den skillnaden att Opel Diplomat hade ett helt öppet tak ända fram till vindrutan, medan Mercedes 600 har kvar plåttaket över den ena eller de båda främre sätesradera och endast är öppen över baksätet, Mercedes 600 är därmed inte en fullt öppen bil. 
Vid den amerikanska presidenten Gerald Fords besök i Västtyskland i juli 1975 skall han vid ett tillfälle ha färdats i en av dessa öppna Diplomater.
Tillverkningen uppgick till 31 827 exemplar.
Versioner:
| Modell | Motor              | Cylindervolym | Effekt | Bränslesystem                               |
| ------ | ------------------ | ------------- | ------ | ------------------------------------------- |
| 2,8 E  | 6-cyl radmotor CIH | 2784 cm³      | 165 hk | Bosch D-jetronic bränsleinsprutning         |
| 5,4 S  | 8-cyl V-motor ohv  | 5354 cm³      | 230 hk | Enkel fyrportsförgasare Rochester Quadrajet |

## Bilder

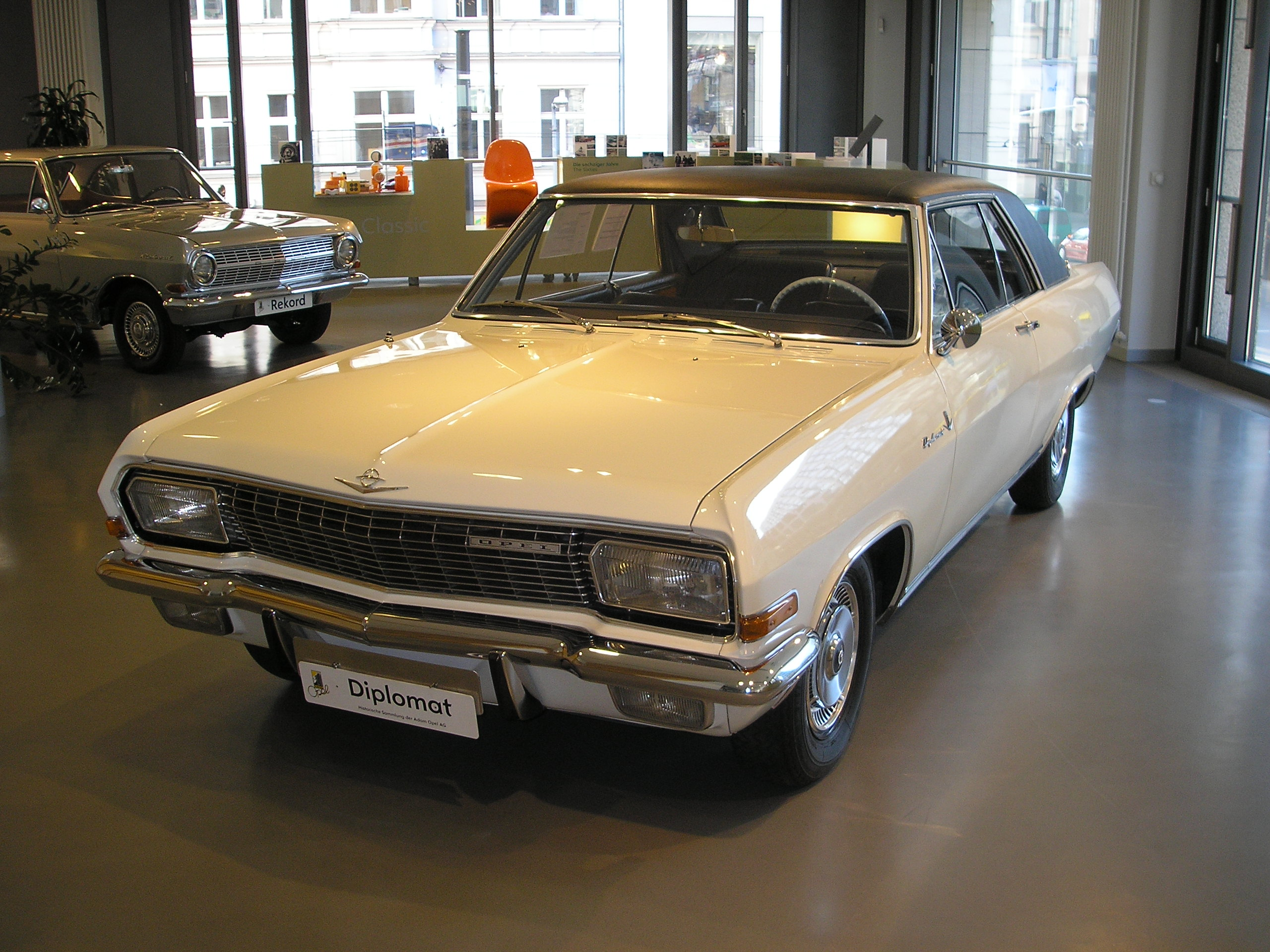
Diplomat A coupé
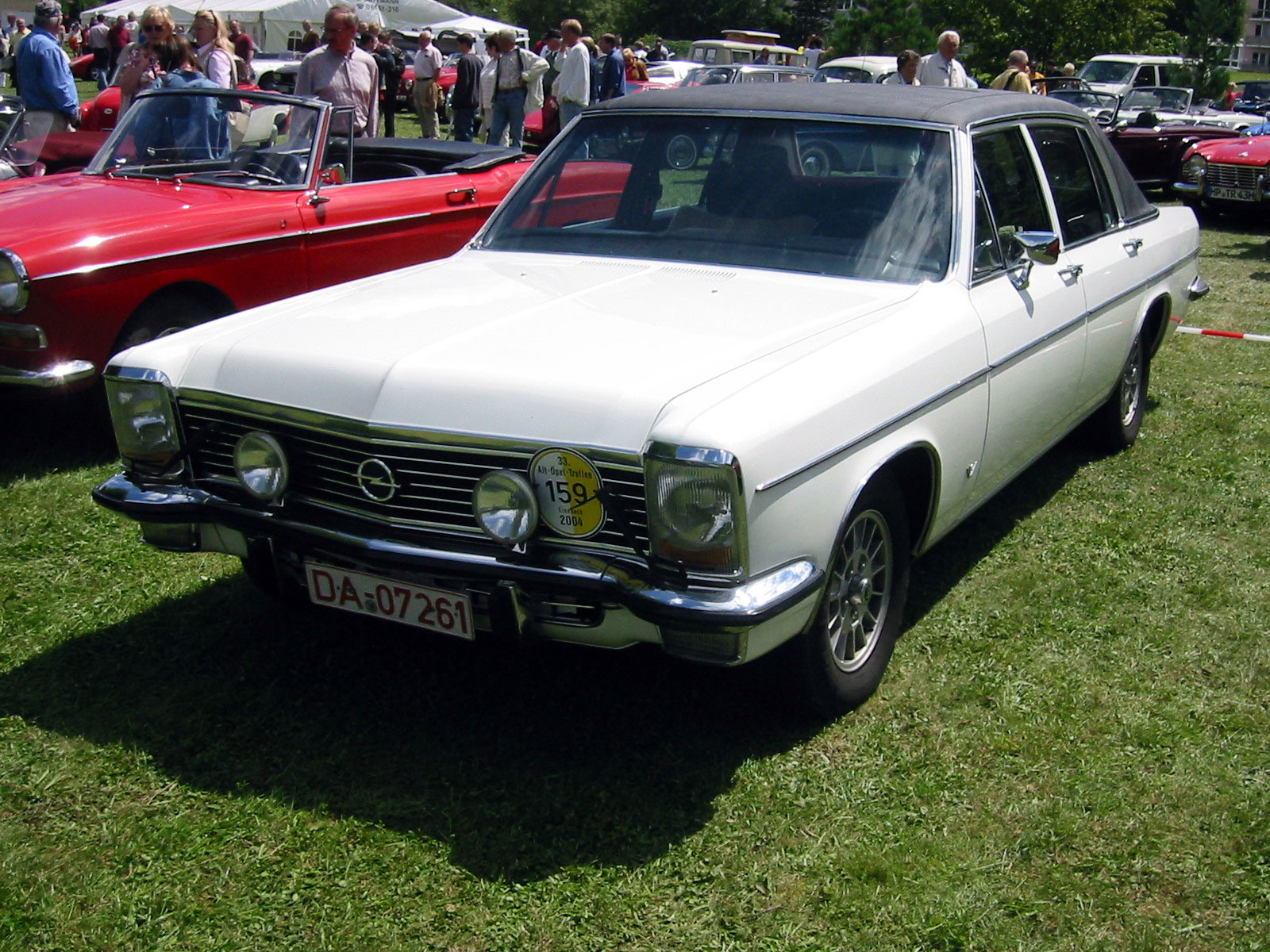
Diplomat B
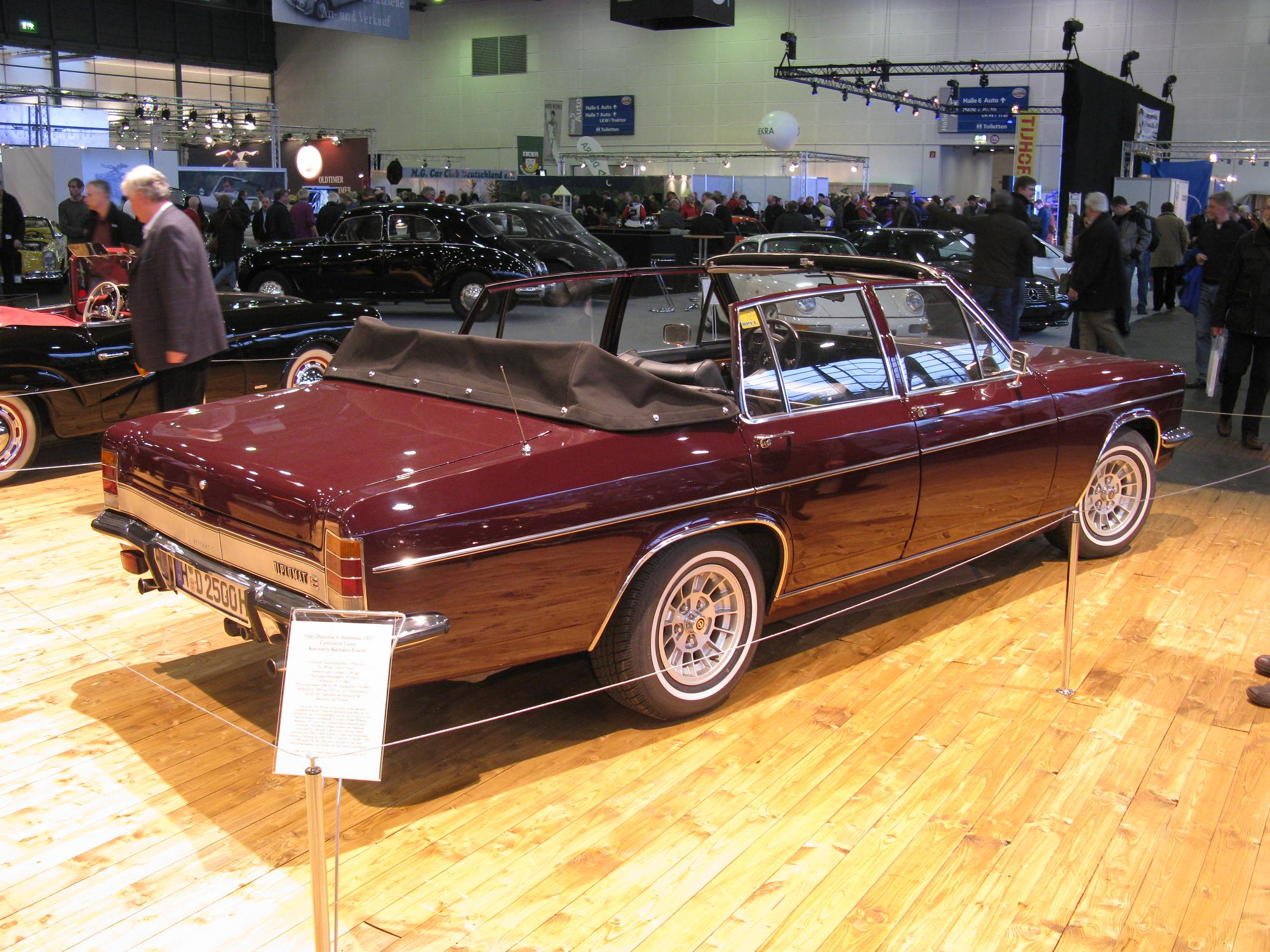
Diplomat B Karmann-Fissore